# Романівка (Криворізький район)
Рома́нівка — село в Україні, Криворізькому районі Дніпропетровської області.
Орган місцевого самоврядування — Широківська сільська рада. Населення — 167 мешканців.

## Географія
Село Романівка знаходиться на відстані 0,5 км від селища Пичугине і за 1,5 км від села Вільний Табір. У селі бере початок річка Балка Широка. Поруч проходить залізниця, станція Пічугіно за 1 км.

## Населення

### Мова
Розподіл населення за рідною мовою за даними перепису 2001 року:
| Мова            | Відсоток |
| --------------- | -------- |
| українська      | 87,4 %   |
| російська       | 11,4 %   |
| інші/не вказали | 1,2 %    |